# Ritratto di Giovanni de' Medici
Il Ritratto di Giovanni de' Medici è un dipinto a olio su tavola (58x45,4 cm) di Agnolo Bronzino, databile al 1545 e conservato nella Galleria degli Uffizi a Firenze.
A lungo esposto nel cuore del museo (la Tribuna), a partire dal 2012 è collocato nelle sale rosse dei Nuovi Uffizi.

## Storia
L'identificazione del bambino con Giovanni, secondogenito del granduca di Toscana Cosimo I e di Eleonora di Toledo, destinato alla carriera ecclesiastica, si basa essenzialmente su documenti d'archivio e raffronti stilistici, che collocano l'opera al 1545 circa: a quella data Giovanni aveva infatti due anni. Negli inventari antichi l'opera è menzionata come ritratto di Cosimo I, ipotesi impraticabile, poi nell'Ottocento come ritratto di Garzia.
Lo studio delle fonti ha infatti confermato che il ritratto fu commissionato il 21 marzo 1545 e consegnato l'8 maggio dello stesso anno.

## Descrizione e stile
Su uno sfondo uniforme e verde scuro, illuminato in corrispondenza della testa del bambino, Giovanni de' Medici è ritratto seduto a mezza figura, vestito di rosso (riferimento al suo destino nel mondo ecclesiastico), con un abito lucido, dai ricami dorati e foderato di bianco, prodotto delle seterie fiorentine che Cosimo andava in quegli anni rilanciando. Ha un aspetto rubicondo e sorridente, con guance e mani paffute, sinonimo di ricchezza legata a un'alimentazione ben sostanziosa. Ciuffetti di capelli biondi ne incorniciano il viso e una catena d'oro pende dal suo collo, con pendenti di corallo rosso che proteggevano i bambini dalla morte prematura.
Stringe con la destra un cardellino, che sopporta paziente distendendo un'ala. L'uccellino era un simbolo cristologico, legato alla leggenda secondo cui l'uccello si procurò la macchia rossa sul muso ferendosi per togliere la corona di spine a Cristo. Nel contesto del ritratto l'uccellino può apparire come un altro riferimento alla carriera religiosa scelta, come da tradizione, per il secondogenito.